# The Visitor (UFO)
The Visitor è un album studio del gruppo musicale britannico UFO, pubblicato nel 2009 dalla SPV Records. Il bassista Pete Way non poté partecipare alla registrazione dell'album a causa di un problema di salute; le parti di basso furono dunque eseguite da Peter Pichl.

## Tracce
1. Saving Me
2. On the Waterfront
3. Hell Driver
4. Stop Breaking Down
5. Rock Ready
6. Living Proof
7. Can't Buy a Thrill
8. Forsaken
9. Villains & Thieves
10. Stranger in Town
11. Dancing With St. Peter (2009 edition)

## Formazione
Membri del gruppo
- Phil Mogg - voce
- Vinnie Moore - chitarra solista
- Paul Raymond - tastiera e chitarra ritmica
- Andy Parker - batteria

Altri musicisti
- Peter Pichl - basso